# 四国地方のダム一覧
四国地方のダム一覧（しこくちほうのダムいちらん）は、四国地方（香川県、愛媛県、徳島県、高知県）にあるダムを都道府県別にまとめたものである。

## 四国地方のダム一覧

### 香川県
- 田万ダム
- 長柄ダム
- 府中ダム
- 豊稔池ダム
- 前山ダム
- 満濃池

### 愛媛県
- 石手川ダム
- 台ダム
- 面河ダム
- 鹿森ダム
- 新宮ダム
- 富郷ダム
- 野村ダム
- 別子ダム
- 柳瀬ダム
- 山鳥坂ダム

### 徳島県
- 池田ダム
- 川口ダム
- 旧吉野川河口堰
- 小歩危ダム
- 長安口ダム
- 名頃ダム
- 夏子ダム
- 松尾川ダム

### 高知県
- 穴内川ダム
- 筏津ダム
- 稲村ダム
- 大橋ダム
- 大森川ダム
- 早明浦ダム
- 長沢ダム
- 魚梁瀬ダム